# Монумент независимости (Пномпень)

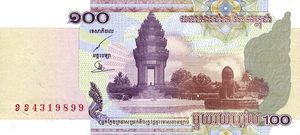
Монумент независимости на банкноте 100 риель

Монумент Независимости (кхмер. វិមានឯករាជ្យ, «Vimean Akareach») — сооружение в Пномпене, Камбоджа. Памятник был построен в 1958 году в честь обретения государством независимости  от Франции в 1953 году. 
Возведен на пересечении бульвара Нородома и бульвара Сианук в центре города. Представляет собой ступу в форме лотоса, выполненную в стиле кхмерского храма Ангкор-Ват. Автор проекта — Vann Molyvann.
Во время национальных праздников монумент Независимости становится центром торжеств. В таких случаях зажигают огонь на пьедестале внутри монумента.